# Rhombophyllum rhomboideum
Rhombophyllum rhomboideum är en isörtsväxtart som först beskrevs av Salm-dyck, och fick sitt nu gällande namn av Schwant. Rhombophyllum rhomboideum ingår i släktet Rhombophyllum och familjen isörtsväxter. Inga underarter finns listade i Catalogue of Life.